# BRICSat-2
BRICSat-2 (Ballistically Reinforced Communication Satellite 2), auch USNAP1, ist ein experimenteller Amateurfunksatellit der United States Naval Academy, der in Zusammenarbeit mit der George-Washington-Universität entwickelt wurde. BRICSat-2 ist der Nachfolger von BRICSat-P. Der OSCAR-Nummern-Administrator der AMSAT Nordamerika vergab die Nummer 103 an diesen Satelliten; in der Amateurfunkgemeinschaft wird er daher auch Navy-OSCAR 103, kurz NO-103, genannt.

## Missionsziele
- Erprobung eines Antriebs mit miniaturisierten thermischen Lichtbogentriebwerken
- APRS-Digipeater

## Mission
BRICSat-2 wurde am 25. Juni 2019  mit einer Falcon Heavy vom Kennedy Space Center Launch Complex 39 im Rahmen der Mission STP-2 (Weltraumtestprogramm 2) als einer von 24 Satelliten gestartet.

## Frequenzen
Folgende Frequenzen für den Satelliten wurden von der International Amateur Radio Union koordiniert:
- 145,825 MHz – Uplink APRS-Digipeater, 1200 Baud
- 145,825 MHz – Downlink APRS-Digipeater
- 437,605 MHz – Telemetrie, 9600 Baud (Rufzeichen USNAP14)